# العلاقات الغامبية النيبالية
العلاقات الغامبية النيبالية هي العلاقات الثنائية التي تجمع بين غامبيا ونيبال.

## مقارنة بين البلدين
هذه مقارنة عامة ومرجعية للدولتين:
| وجه المقارنة                                              | غامبيا       | نيبال                             |
| --------------------------------------------------------- | ------------ | --------------------------------- |
| المساحة (كم2)                                             | 11.30 ألف    | 147.18 ألف                        |
| عدد السكان (نسمة)                                         | 2.10 مليون   | 29.40 مليون                       |
| الكثافة السكانية (ن./كم²)                                 | 185.84       | 199.76                            |
| العاصمة                                                   | بانجول       | كاتماندو                          |
| اللغة الرسمية                                             | لغة إنجليزية | اللغة النيبالية                   |
| العملة                                                    | دالاسي غامبي | روبية نيبالية                     |
| الناتج المحلي الإجمالي (بليون دولار)                      | 1.01 مليار   | 24.47 مليار                       |
| الناتج المحلي الإجمالي (تعادل القوة الشرائية) بليون دولار | 3.34 مليار   | 70.20 مليار                       |
| الناتج المحلي الإجمالي الاسمي للفرد دولار أمريكي          | 471          | 743                               |
| الناتج المحلي الإجمالي للفرد دولار أمريكي                 |              | 2.37 ألف                          |
| مؤشر التنمية البشرية                                      | 0.441        | 0.548                             |
| رمز المكالمات الدولي                                      | +220         | +977                              |
| رمز الإنترنت                                              | .gm          | .np                               |
| المنطقة الزمنية                                           | 00           | UTC+05:45، التوقيت الموحد لنيبال ‏ |

## منظمات دولية مشتركة
يشترك البلدان في عضوية مجموعة من المنظمات الدولية، منها:
| علم المنظمة | اسم المنظمة                                                | تاريخ انضمام غامبيا | تاريخ انضمام نيبال |
| ----------- | ---------------------------------------------------------- | ------------------- | ------------------ |
|             | مؤسسة التنمية الدولية                                      | 18 أكتوبر 1967      | 6 مارس 1963        |
|             | يونسكو                                                     | 1 أغسطس 1973        | 1 مايو 1953        |
|             | مؤسسة التمويل الدولية                                      | 19 سبتمبر 1983      | 7 يناير 1966       |
|             | منظمة حظر الأسلحة الكيميائية                               | ?                   | ?                  |
|             | الأمم المتحدة                                              | 21 سبتمبر 1965      | 14 ديسمبر 1955     |
|             | منظمة الشرطة الجنائية الدولية                              | ?                   | ?                  |
|             | البنك الدولي للإنشاء والتعمير                              | 18 أكتوبر 1967      | 6 سبتمبر 1961      |
|             | الاتحاد البريدي العالمي                                    | ?                   | ?                  |
|             | المركز الدولي لتسوية المنازعات الاستشارية                  | 26 يناير 1975       | 6 فبراير 1969      |
|             | وكالة ضمان الاستثمار متعدد الأطراف                         | 11 سبتمبر 1992      | 9 فبراير 1994      |
|             | العملية المشتركة للاتحاد الأفريقي والأمم المتحدة في دارفور | ?                   | ?                  |
|             | منظمة التجارة العالمية                                     | ?                   | ?                  |

## وصلات خارجية
- موقع وزارة الخارجية الغامبية
- موقع وزارة الخارجية النيبالية